# Sönner Fisklösen
Sönner Fisklösen är en sjö i Laxå kommun i Västergötland och ingår i Motala ströms huvudavrinningsområde. Sjön är 10,5 meter djup, har en yta på 0,015 kvadratkilometer och befinner sig 191 meter över havet.